# Pedro Pedraza
Pedro Pedraza Reyna (Monterrey, 30 aprile 2000) è un calciatore messicano, centrocampista del Pachuca.

## Carriera
È cresciuto nel settore giovanile dei Mineros de Zacatecas, con cui ha debuttato il 5 settembre 2019 nell'incontro di Copa MX perso 3-2 contro il Club Tijuana. Il 5 novembre seguente ha segnato il suo primo gol nella partita di Ascenso MX vinto 5-1 contro il Correcaminos UAT.
Nel dicembre del 2021 è stato acquistato a titolo definitivo dal Pachuca, ed il 23 maggio 2022 ha debuttato in Liga MX contro l'América.

## Statistiche

### Presenze e reti nei club
Statistiche aggiornate al 9 gennaio 2025.
| Stagione                    | Squadra                     | Campionato                  | Campionato | Campionato | Coppe nazionali | Coppe nazionali | Coppe nazionali | Coppe continentali | Coppe continentali | Coppe continentali | Altre coppe | Altre coppe | Altre coppe | Totale | Totale | Totale |
| Stagione                    | Squadra                     | Comp                        | Pres       | Reti       | Comp            | Pres            | Reti            | Comp               | Pres               | Reti               | Comp        | Pres        | Reti        | Pres   | Reti   |        |
| --------------------------- | --------------------------- | --------------------------- | ---------- | ---------- | --------------- | --------------- | --------------- | ------------------ | ------------------ | ------------------ | ----------- | ----------- | ----------- | ------ | ------ | ------ |
| 2019-2020                   | Mineros de Zacatecas        | AMX                         | 0          | 0          | CM              | 2               | 0               | -                  | -                  | -                  | -           | -           | -           | 2      | 0      |        |
| 2020-2021                   | Mineros de Zacatecas        | EMX                         | 25         | 2          | -               | -               | -               | -                  | -                  | -                  | -           | -           | -           | 25     | 2      |        |
| 2021-gen. 2022              | Mineros de Zacatecas        | EMX                         | 12         | 0          | -               | -               | -               | -                  | -                  | -                  | -           | -           | -           | 12     | 0      |        |
| Totale Mineros de Zacatecas | Totale Mineros de Zacatecas | Totale Mineros de Zacatecas | 37         | 2          |                 | 2               | 0               |                    | -                  | -                  |             | -           | -           | 39     | 2      |        |
| gen.-giu. 2022              | Pachuca                     | LMX                         | 1          | 0          | -               | -               | -               | -                  | -                  | -                  | -           | -           | -           | 1      | 0      |        |
| 2022-2023                   | Pachuca                     | LMX                         | 5          | 0          | -               | -               | -               | -                  | -                  | -                  | CC          | 1           | 0           | 6      | 0      |        |
| 2023-2024                   | Pachuca                     | LMX                         | 27         | 0          | -               | -               | -               | -                  | -                  | -                  | LC          | 0           | 0           | 27     | 0      |        |
| 2024-2025                   | Pachuca                     | LMX                         | 15         | 0          | -               | -               | -               | CCC                | 7                  | 0                  | LC+CInt     | 2+3         | 0           | 27     | 0      |        |
| Totale Pachuca              | Totale Pachuca              | Totale Pachuca              | 48         | 0          |                 | -               | -               |                    | 7                  | 0                  |             | 6           | 0           | 61     | 0      |        |
| Totale carriera             | Totale carriera             | Totale carriera             | 85         | 2          |                 | 2               | 0               |                    | 7                  | 0                  |             | 6           | 0           | 100    | 2      |        |

## Palmarès

### Club

#### Competizioni internazionali
- Liga MX: 1

Pachuca: 2022 (Apertura)
- CONCACAF Champions' Cup: 1

Pachuca: 2024
- Challenger Cup: 1

Pachuca: 2024
- Derby delle Americhe: 1

Pachuca: 2024